# Живка Гичева
Живка Владимирова Гичева е българска телевизионна водеща, продуцент на предаването „Защо не“ по БНТ и на „Вариант 3“.

## Биография
Живка Гичева е родена на 25 юли 1957 г.
Завършва телевизионна журналистика в Москва и в продължение на 10 години работи като телевизионен журналист, сценарист, продуцент и програмен директор в БНТ и ТВ2.

## Кариера

### „Вариант 3“
“Шъ съ оправим ли?“ е крилатата фраза на Живка Гичева. Според очевидци, веднъж по време на снимки тя избухва в силен смях, след като ѝ се налага да спомене крилатата си фраза за хиляден път, което наложило заснемането на дубъл.

### Кариерата след „Вариант 3“
Живка Гичева, композиторът Асен Аврамов и актрисите Мартина Вачкова и Таня Шахова се изявяват в сутрешното ток шоу на БНТ „Защо не! с Марта Вачкова“ от 2005 г.
Сега Марта Вачкова води реномираното шоу, с ново име – „Жените“. ТВ къща ВИЖ е създадена през 2004 г. от актрисата Мартина Вачкова, журналистката Живка Гичева и композитора Асен Аврамов. Тримата, заедно с актрисата Таня Шахова са идеолози на „Защо не! с Марта Вачкова“.
Автор е на повече от 20 документални филма за българите в чужбина и на повече от 30 документални филма от поредицата „България днес“

### ТВ2
Живка Гичева бе програмен директор на телевизия ТВ2, откъдето бе уволнена в началото на 2009 година. Няколко месеца по-късно тя изглади отношенията си с новите собственици на PRO.BG, наследничката на ТВ2, и смяташе да започне там свое авторско предаване, но смъртта ѝ попречи да осъществи тези планове.

## Смърт
Живка Гичева умира на 52 години на 31 юли 2009 г. при автомобилна катастрофа.